# Frank Demouge
Frank Demouge (* 25. Juni 1982 in Nijmegen) ist ein niederländischer Fußballspieler, der für Roda Kerkrade aktiv ist.

## Karriere
Die Karriere von Frank Demouge begann als Jugendspieler bei NEC Nijmegen in seiner Heimatstadt Nijmegen. Sein Debüt in der ersten Mannschaft gab er am 22. August 2001, als er gegen RKC Waalwijk für Bart Latuheru eingewechselt wurde. Nur drei Tage später erzielte der Stürmer seinen ersten Treffer für NEC: eine Vorlage von Mike Zonneveld verwandelte er volley zum späten Ausgleich beim 1:1 in Doetinchem gegen De Graafschap. Von 2001 bis Juni 2005 spielte er insgesamt 82-mal für die Profimannschaft (15 Tore). Demouges erste Saison war dabei seine erfolgreichste mit sieben Toren in 25 Spielen. In der Saison 2004/05 kam er aufgrund schwerer und langwieriger Verletzungen kaum mehr zum Zuge. Zur Saison 2005/06 wechselte er in die zweite Liga, die Eerste Divisie, zum FC Eindhoven; in der nachfolgenden Spielzeit innerhalb der Klasse zum FC Den Bosch. In der Eerste Divisie fand er zu alter Stärke zurück und wechselte nach 48 Spielen und 21 Toren in der Zweitklassigkeit zur Eredivisie 2007/08 zurück in die Eredivisie zu Willem II. Für die Tilburger machte er in der Eredivisie 2010/11 noch drei Spiele, das letzte davon gegen den FC Utrecht, in dem er eine Rote Karte erhielt. Nach diesem Spiel wechselte er zu den Utrechtern, bei denen er ergänzender Sturmpartner von Nationalspieler Ricky van Wolfswinkel und dem ebenfalls zu dieser Saison nach Utrecht gewechselten Franzosen Édouard Duplan wurde. Nach zwei Jahren in Utrecht wechselte er nach England zum AFC Bournemouth. Im Januar 2013 wurde er an Roda Kerkrade ausgeliehen.